# Agrafobi
Agrafobi, også kaldet kontreltofobi, er en fobi, der giver vedvarende, abnorm og irrationel frygt for seksuelt misbrug. Det kan skyldes, at man tidligere har været udsat for seksuelt misbrug.
| Psykiatri | Spire Denne artikel om psykiatri er en spire som bør udbygges. Du er velkommen til at hjælpe Wikipedia ved at udvide den. |